# Calolziocorte
Calolziocorte is een gemeente in de Italiaanse provincie Lecco (regio Lombardije) en telt 14.121 inwoners (31-12-2004). De oppervlakte bedraagt 9,0 km², de bevolkingsdichtheid is 1531 inwoners per km².
De volgende frazioni maken deel uit van de gemeente: Rossino, Lorentino, Sopracornola, Pascolo, Foppenico, Sala.

## Demografie
Calolziocorte telt ongeveer 5458 huishoudens. Het aantal inwoners daalde in de periode 1991-2001 met 3,8% volgens cijfers uit de tienjaarlijkse volkstellingen van ISTAT.
| Jaar | Inwoneraantal |
| ---- | ------------- |
| 1991 | 14.420        |
| 2001 | 13.867        |

## Geografie
De gemeente ligt op ongeveer 210 m boven zeeniveau.
Calolziocorte grenst aan de volgende gemeenten: Brivio, Carenno, Erve, Monte Marenzo, Olginate, Torre de' Busi, Vercurago.

## Externe link

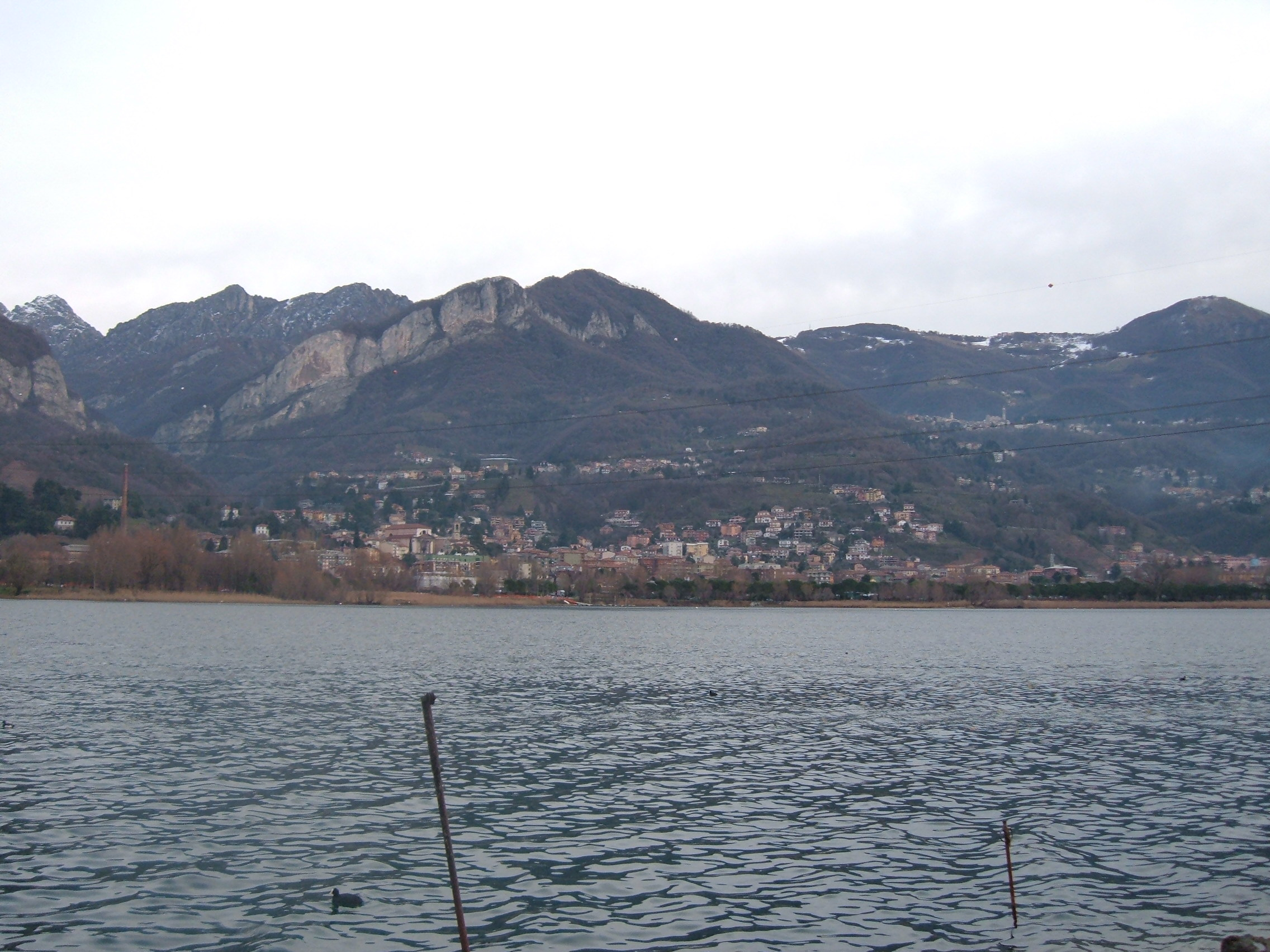
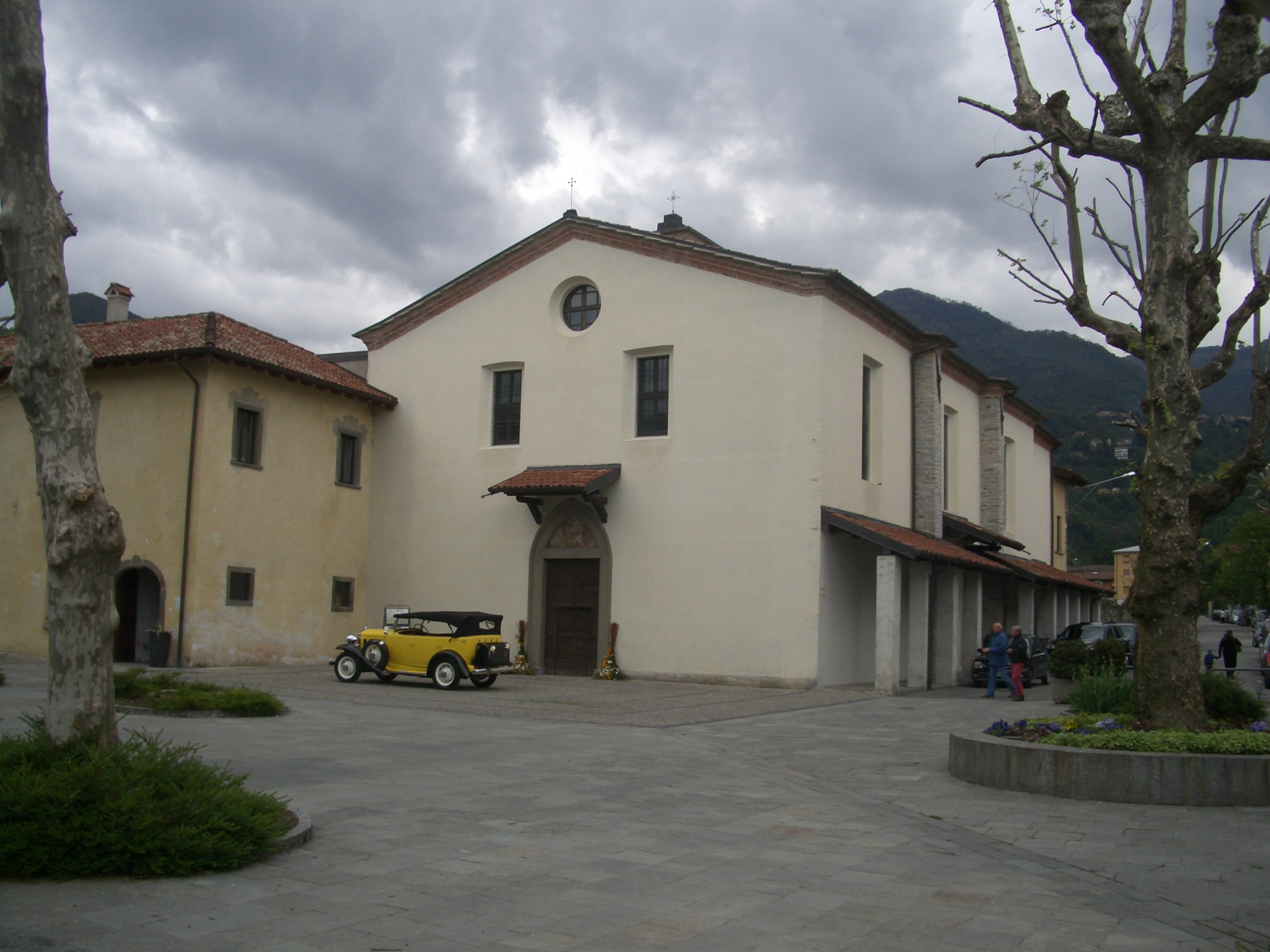
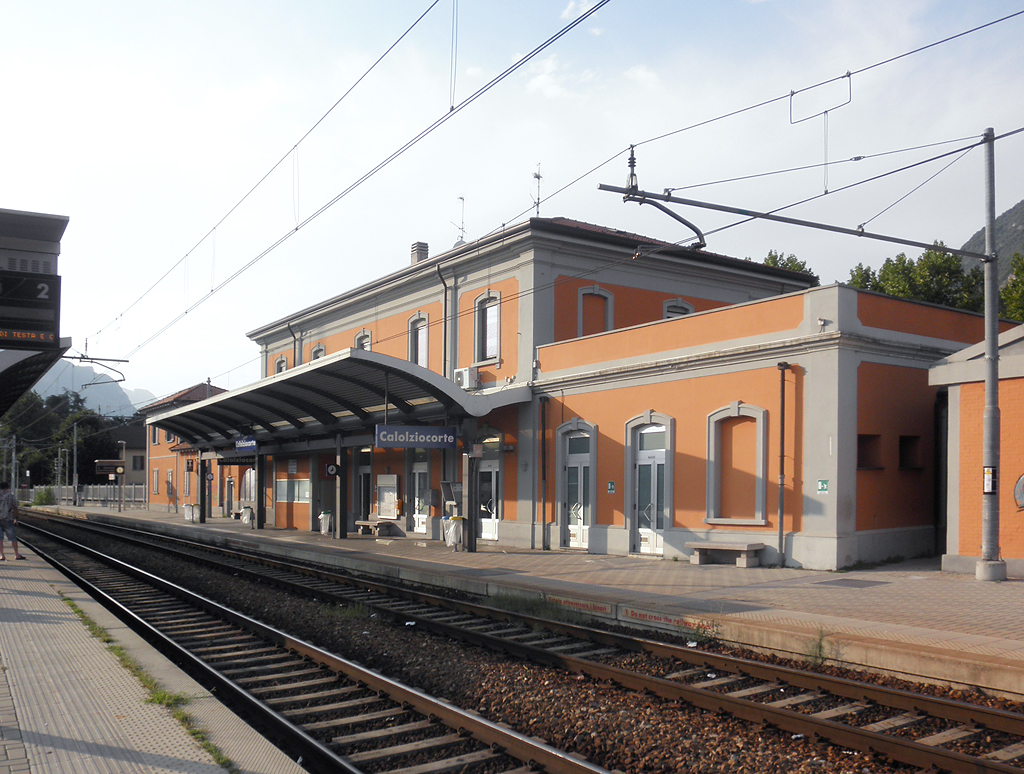